# Kabinett Alexander Frick II
Das Kabinett Alexander Frick II war von 8. März 1951 bis 31. Dezember 1957 die 7. amtierende Regierung des Fürstentums Liechtenstein unter Vorsitz von Alexander Frick (FBP) in seiner zweiten Amtszeit als Regierungschef.
Nach dem Auslaufen der ersten sechsjährigen Amtszeit Fricks bildeten die Fortschrittliche Bürgerpartei (FBP) und die Vaterländische Union (VU) eine Koalitionsregierung, die im Landtag des Fürstentums Liechtenstein zusammen alle 15 Sitze einnahm. Die Regierung wurde nach der Landtagswahl vom 15. Februar 1953 fortgesetzt. Es kam allerdings im gleichen Jahr zu vorgezogenen Neuwahlen am 14. Juni 1953, da sich VU und FBP bei der Besetzung des Verwaltungsrats der Alters- und Hinterlassenenversicherung (AHV) zerstritten hatten. Die VU hatte die Mehrheit der Verwaltungsräte beansprucht und war aus dem Landtag ausgezogen, nachdem die FBP dies verweigert hatte. Dadurch war das Parlament beschlussunfähig geworden. Dennoch wurde die Koalition nach der vorgezogenen Neuwahl fortgesetzt.
Die Regierung Frick machte sich in ihren drei Amtszeiten die wirtschaftliche Modernisierung und deren Begleitung durch den Aufbau eines Sozialstaates zur Aufgabe. Gegen massiven Widerstand von Bauern und Gewerbetreibenden gelang es dem Kabinett 1952 das sozialpolitische Kernstück, die Alters- und Hinterlassenenversicherung, einzuführen. 1957 folgte der weitere Ausbau des Sozialsystems durch die Schaffung der Familienausgleichskasse.
Zur Stärkung Landwirtschaft führte die Regierung in den kommenden Jahren Reformen durch, in dieser Amtszeit 1954 mit einem Gesetz zu Güterzusammenlegungen.

## Kabinettsmitglieder
|                               | Bild                                         | Name              | Amtszeit                         | Landschaft | Ressort |
| Regierungschef                |                                              |                   |                                  |            | |
|                               | Regierungschef Alexander Frick               | Alexander Frick   | 8. März 1951 – 31. Dezember 1957 | Unterland  | - Präsidium |
| Regierungschef-Stellvertreter |                                              |                   |                                  |            | |
|                               | Regierungschef-Stellvertreter Ferdinand Nigg | Ferdinand Nigg    | 8. März 1951 – 13. Juli 1957     | Oberland   | - Land- und Forstwirtschaft - Gewerbe- und Arbeiterwesen - Sanitätswesen und Fremdenpolizei - soziale Fürsorge - Justiz - Verkehr |
| Regierungsräte                |                                              |                   |                                  |            | |
|                               | Regierungsrat Franz Xaver Hoop               | Franz Xaver Hoop  | 8. März 1951 – 9. Juli 1953      | Unterland  | ? |
|                               | Regierungsrat Josef Meier                    | Josef Meier       | 9. Juli 1953 – 31. Dezember 1957 | Unterland  | ? |
|                               | Regierungsrat Marzell Heidegger              | Marzell Heidegger | 8. März 1951 – 13. Juli 1957     | Oberland   | ? |